# گاست کو
گاست کو (انگلیسی: Gust Co. Ltd.) شرکت بازی ویدئویی ژاپنی است، که در سال ۱۹۹۳ تأسیس شد.